# 国鉄1765形蒸気機関車
1765形は、かつて日本国有鉄道の前身である鉄道省に在籍したタンク式蒸気機関車である。本項では、ほぼ同形の1770形についても記述する。

## 概要
元は、鶴見臨港鉄道（現在の鶴見線）が1929年（昭和4年）に川崎車輛で1両を製造（製造番号1321）した、車軸配置0-6-0(C)の35t級サイドタンク式機関車である。1943年（昭和18年）の戦時買収により、鉄道省籍を得たものである。鶴見臨港鉄道での番号は303で、国有化時に1765形（1765）と改番され、鶴見線で使用された。一時は東濃鉄道への譲渡が内定していたが、同鉄道の電化計画 によりキャンセルされ、1949年（昭和24年）に廃車となった。
鶴見臨港鉄道では、1938年に303とほぼ同形の304を増備した。これも川崎車輛製（製造番号1926）で、ボイラー中心高さが101mm高くなり、煙突の先端に巨大なタライのようなスパーク・アレスター（火の粉除け）が装備されているのが特徴的である。また、空気ブレーキを製造時から装備していた。国有化後は1770形（1770）と改番された。スパーク・アレスターについては、国有化後すぐに普通のパイプ煙突に交換された。その後鶴見線で、夜間の貨物列車用として使用され、1952年（昭和27年）に廃車となった。
この機関車は、川崎車輛が製鉄所内の溶銑運搬用に開発した強力機であり、本形式とシリンダ寸法や側水槽の容量が若干異なるが、製造番号が続きの5両が、八幡製鐵所に納入されている。ただし、こちらは運転整備重量が40tと5tも大きいが、1938年（昭和13年）に鶴見臨港鉄道に導入された準同形の304の運転整備重量が40t級であることを考慮すると、1765形の運転整備重量が誤っていたとしか考えられない。
八幡製鉄所では、同形機を1935年（昭和10年）と1943年（昭和18年）にも計10両を増備しており、このクラスの機関車の使い易さが窺われる。これらの製造の状況は次のとおりである。
- 1929年（5両）
  - 製造番号1316 - 1320 : 325 - 329 → 400 - 404
- 1935年（7両）
  - 製造番号1557, 1558 : 406, 407
  - 製造番号1562 - 1566 : 325 - 329 → 408, 412 - 415
- 1943年（3両）
  - 製造番号2761 : 418
  - 製造番号2823, 2824 : 348, 349 → 416, 417

## 主要諸元
鉄道省1265形の諸元を記す。
- 全長 : 8,854mm
- 全高 : 3,543mm
- 全幅 : 2,640mm
- 軌間 : 1,067mm
- 車軸配置 : 0-6-0(C)
- 動輪直径 : 1,067mm
- 弁装置 : ワルシャート式
- シリンダー（直径×行程） : 400mm×520mm
- ボイラー圧力 : 13.0kg/cm2
- 火格子面積 : 1.4m2
- 全伝熱面積 : 78.0m2
  - 煙管蒸発伝熱面積 : 71.0m2
  - 火室蒸発伝熱面積 : 7.0m2
- 小煙管（直径×長サ×数） : 45mm×3,000mm×168本
- 機関車運転整備重量 : 35.00t
- 機関車空車重量 : 26.00t
- 機関車動輪上重量（運転整備時） : 35.00t
- 機関車動輪軸重（各軸均等） : 11.67t
- 水タンク容量 : 3.8m3
- 燃料積載量 : 2.5t
- 機関車性能
  - シリンダ引張力 : 8,620kg
- ブレーキ装置 : 手ブレーキ、蒸気ブレーキ